# コエルロサウルス類
コエルロサウルス類（コエルロサウルスるい、学名: Coelurosauria）もしくはコエルルス竜類は、堅尾類に属する恐竜の一群である。

## 概要
コエルロサウルス類の特徴は三本指の前肢と細長い尾である。またコエルロサウルス類の段階で恐竜は羽毛を持つように進化したとされる。初期の羽毛は繊維状であり保温目的のものであったとする説が有力である。
コエルロサウルス類はジュラ紀中期にテタヌラ類から分岐した。コエルロサウルス類は元々小型獣脚類であったが、2次的に大型化したグループであるティラノサウルス類が含まれる。またここから分岐したマニラプトル形類は、鳥類により近いもので、分岐分類学的意味では鳥類そのものを含む。
食性については、従来肉食との見方が強かったが、木の実や草などの植物を食べていた種が多かったことが、アメリカのシカゴ・フィールド博物館の研究チームの研究により判明した（時事通信2010年12月31日15時28分配信記事）。

## 分類体系
- 有羊膜類 Amniota
  - 竜弓類 Sauropsida
    - 爬虫類 Reptilia
      - 双弓類 Diapsida
        - 主竜形類 Archosauromorpha
          - 主竜類 Archosaurs
            - 恐竜 Dinosauria
              - 竜盤類 Saurischia
                - 獣脚類 Theropoda
                  - テタヌラ類 Tetanurae
                    - コエルロサウルス類 Coelurosauria

## 下位系統

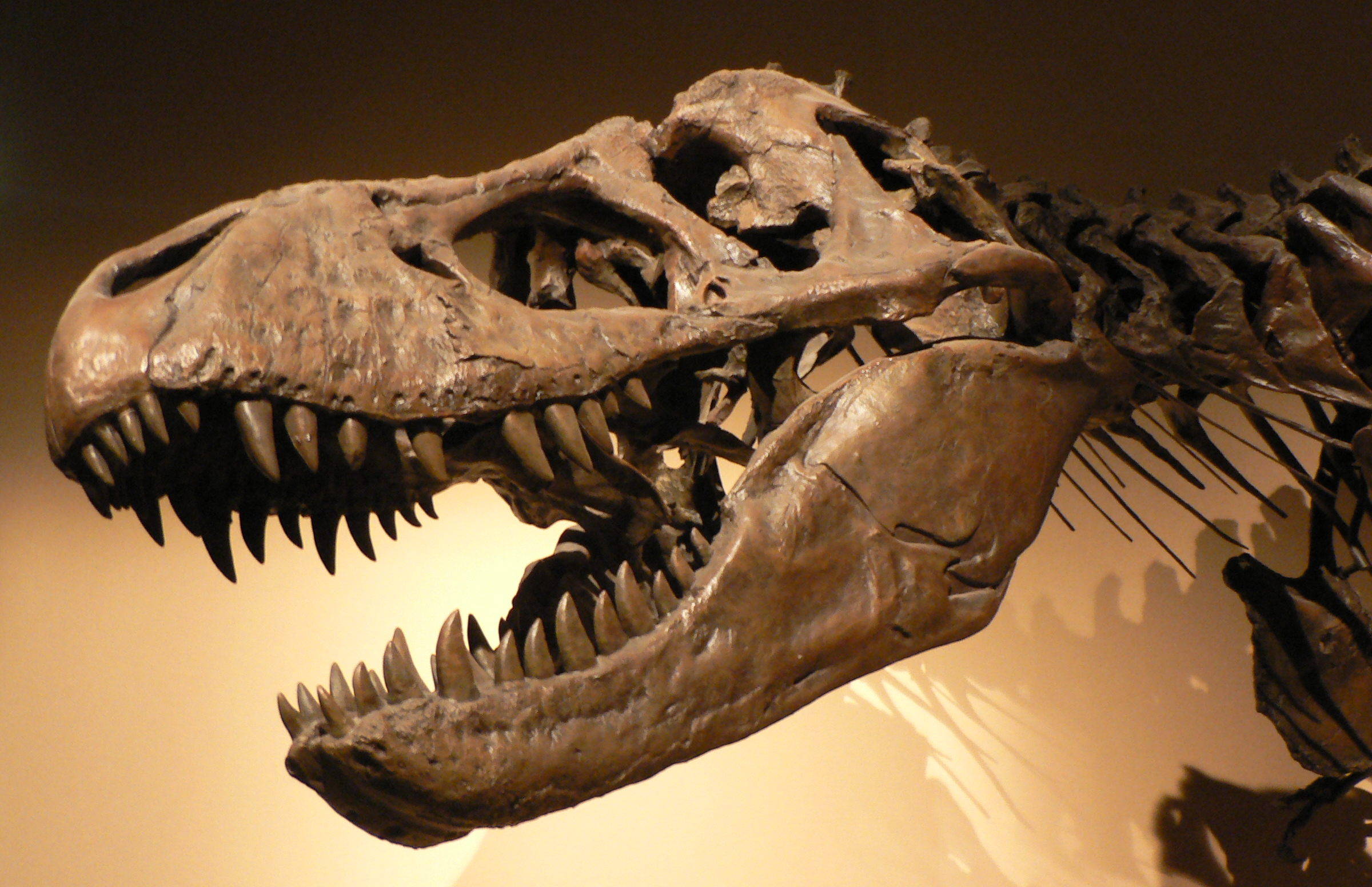
ティラノサウルス頭骨
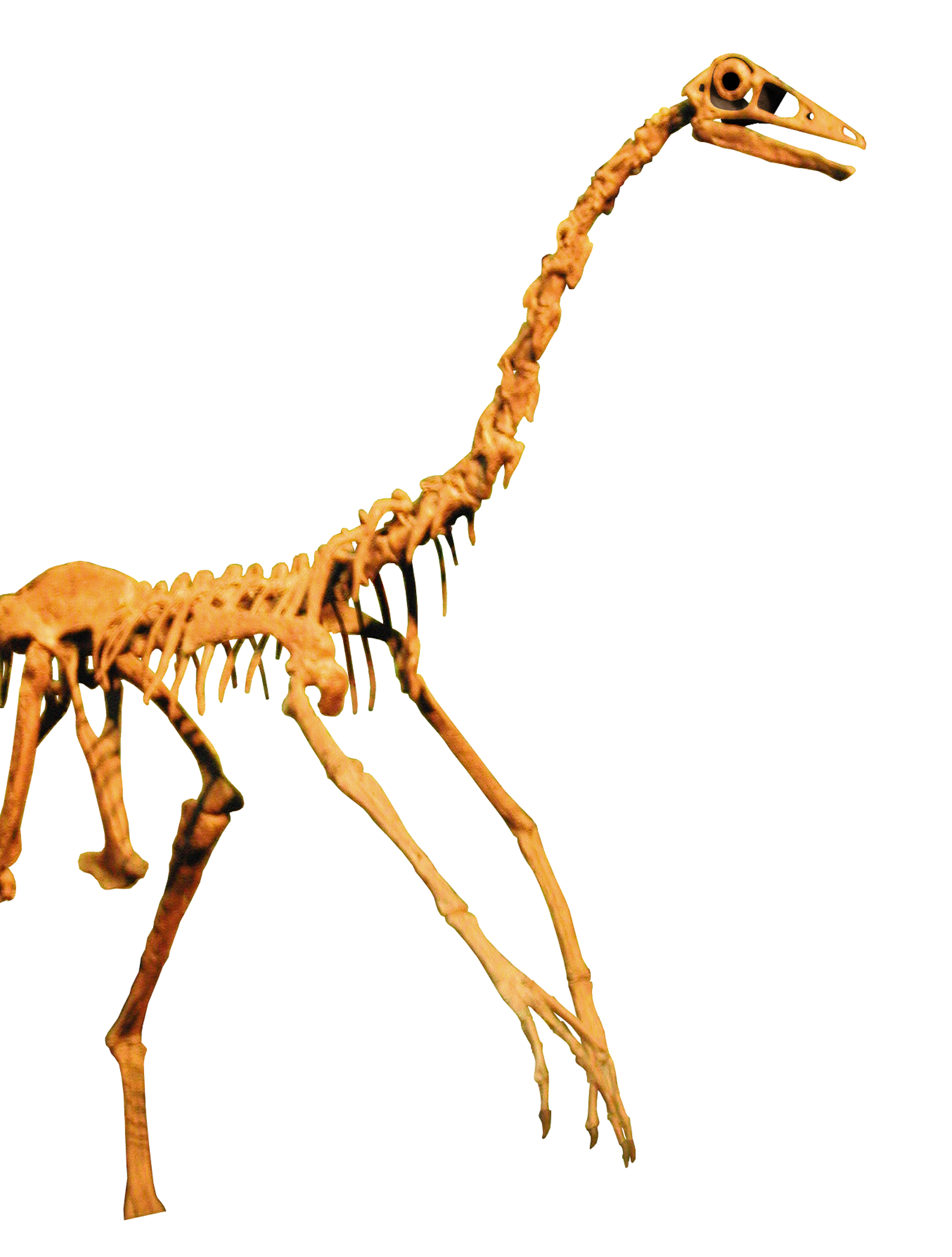
オルニトミムス骨格
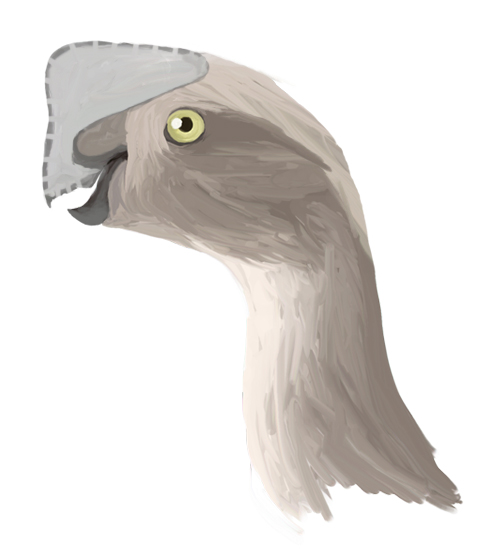
オヴィラプトル想像図
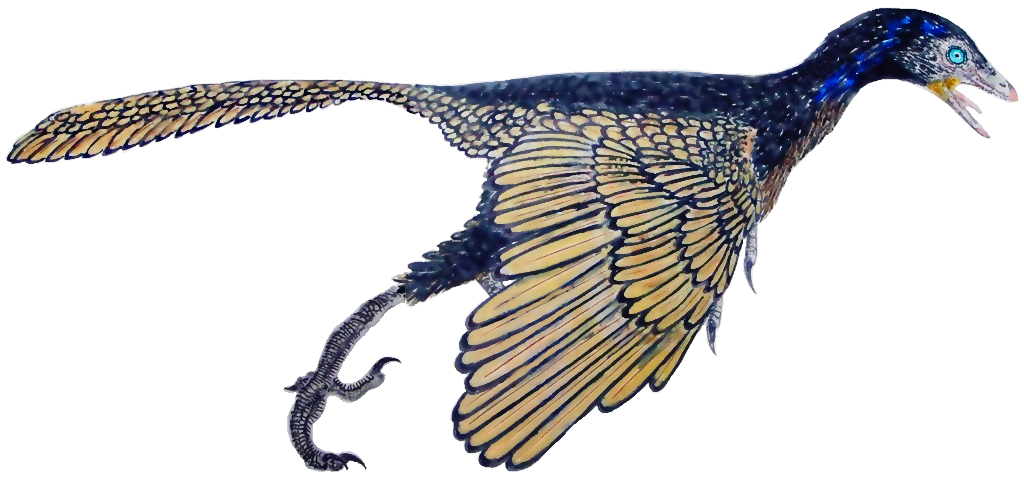
始祖鳥
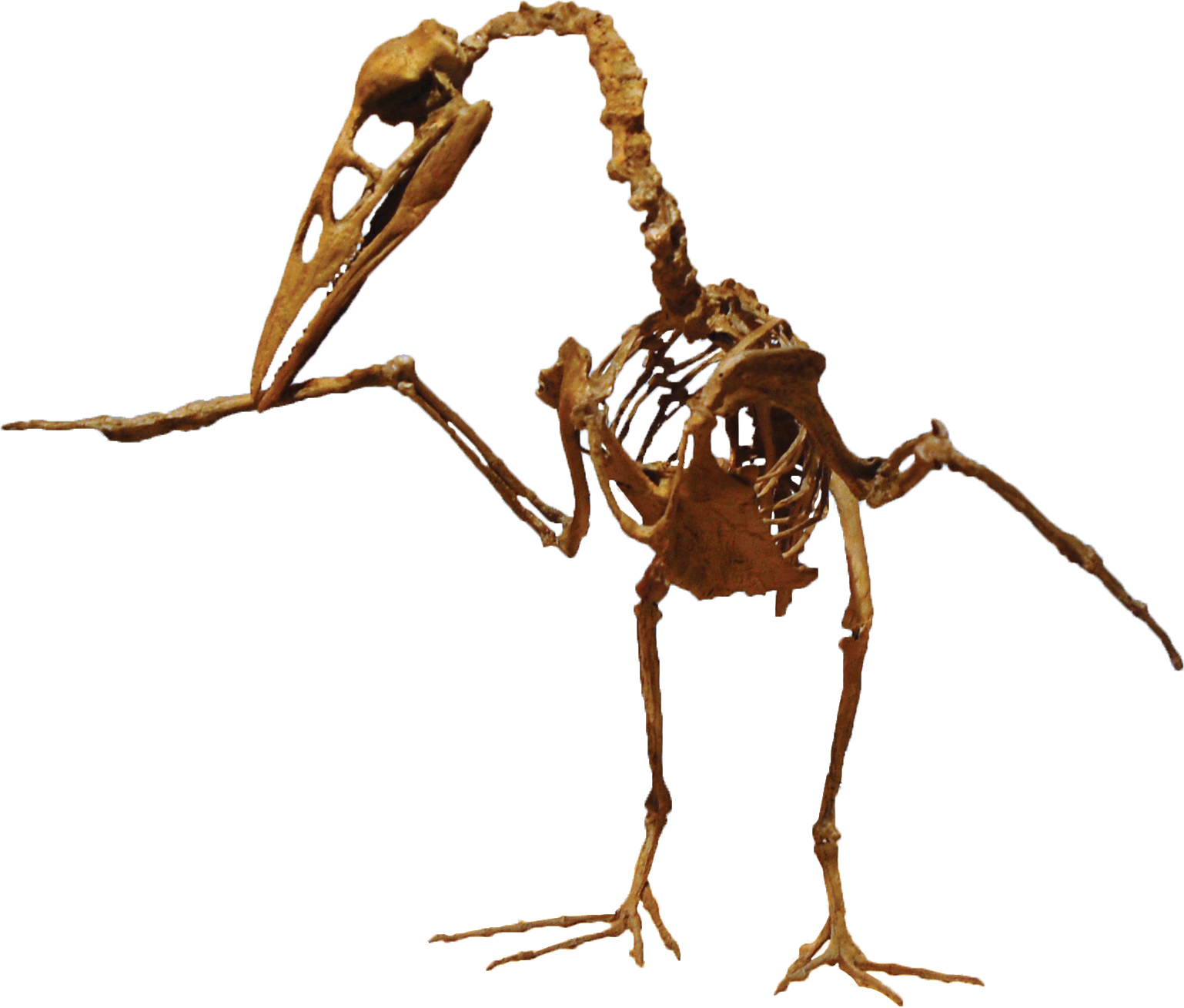
イクチオルニス
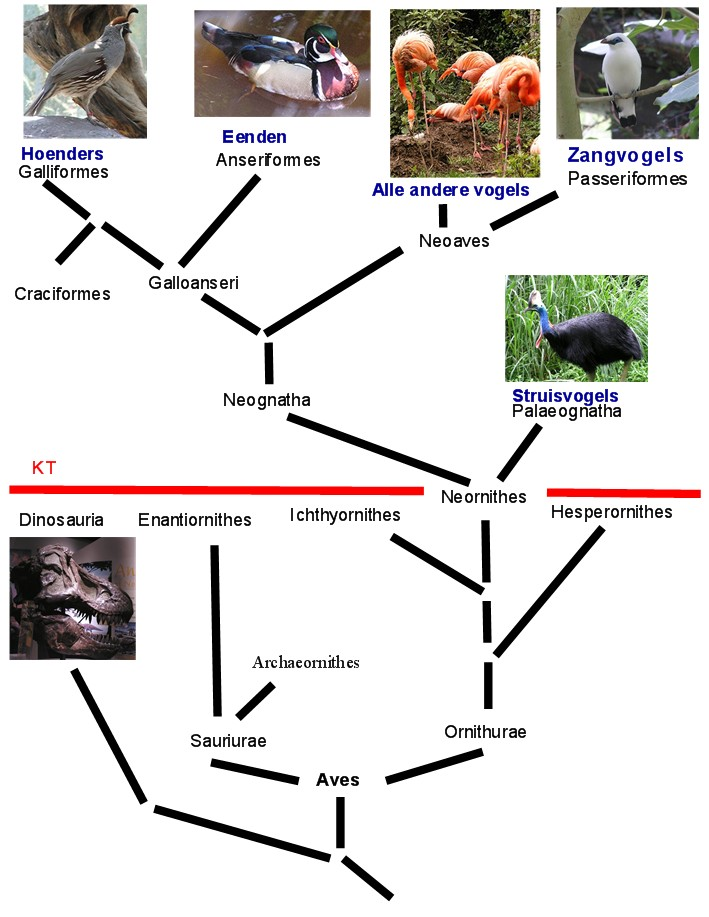
鳥類の進化系統図

━コエルロサウルス類

┣トゥグルサウルスTugulusaurus

┣ティラノサウルス類 (Tyrannosauridae)

┃┣ディロング 

┃┣ティラノサウルス

┃┗アルバートサウルス 

┗マニラプトル形類 (maniraptoriformes)

┗オルニトミモサウルス類 (Ornithomimosauria)

┃┗オルニトミムス類 

┃┃ ┣オルニトミムス 

┃┃ ┣ストルティオミムス

┃┃ ┗ガリミムス 

┃┗?アルヴァレスサウルス類 (Alvarezsauridae)

┃　　┣モノニクス Mononykus

┃　　┗アルヴァレスサウルス Alvarezsaurus

┗コンプソグナトゥス類 (Compsognathidae)

┃┣コンプソグナトゥス 

┃┗シノサウロプテリクス

┣オルニトレステス類 (Ornitholestidae)

┃┣？コエルルス 

┃┗オルニトレステス

┗マニラプトル類 (Maniraptora)

┣┳テリジノサウルス類 (Therizinosauridae)

┃┃┣テリジノサウルス

┃┃┗セグノサウルス Segnosaurus

┃┗オヴィラプトロサウルス類 (Oviraptoridae)

┃　┣オヴィラプトル

┃　┗プロターケオプテリクス

┗エウマニラプトル類（真手盗類）（参照: 原鳥類）
┣デイノニコサウルス類 (Deinonychosauria)

┃┣トロオドン類 (Troodontidae)..

┃┃┣トロオドン

┃┃┗メイ

┃┗ドロマエオサウルス類 (dromaeosauridae)

┃　　┣デイノニクス

┃　　┣ヴェロキラプトル

┃　　┗ミクロラプトル

┗鳥群 (Avialae) / 鳥類(綱) (Aves)

┣始祖鳥(Archaeopteryx) 

┣孔子鳥(Confuciusornis)

┗鳥胸類

┗エナンティオルニス類(Enantiornithes)  - 白亜紀

┗真鳥類(Euornithes) 

┣ヘスペロルニス

┣イクチオルニス

┗新鳥類(Neorinithes) (現生鳥類を含む)
- ティラノサウルス頭骨
- オルニトミムス骨格
- オヴィラプトル想像図
- 始祖鳥
- イクチオルニス
- 鳥類の進化系統図